# Manny Pacquiao

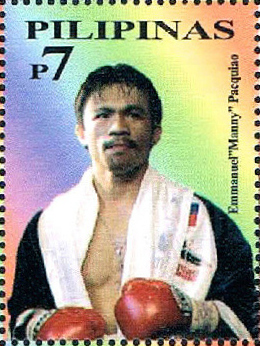
Manny Pacquiao 2008 stamp of the Philippines.

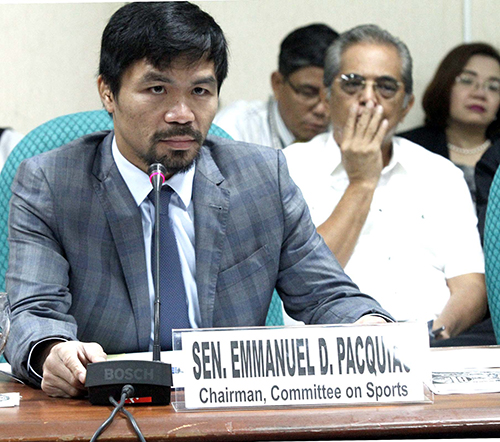
Manny Pacquiao desempeñándose como senador.

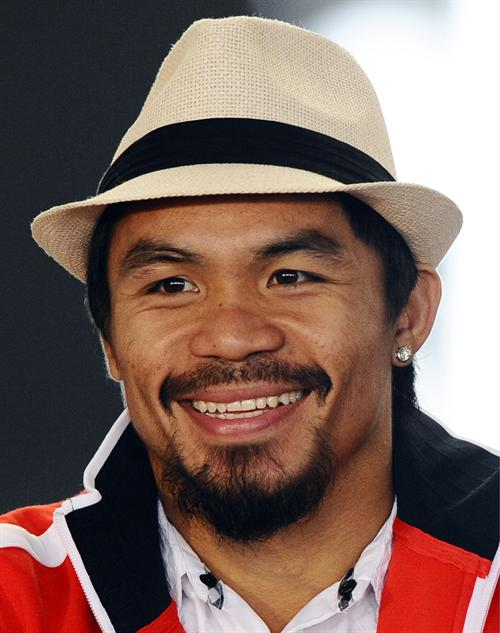
Manny Pacquiao 2010

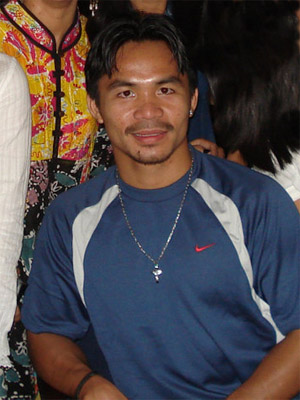
Emmanuel Dapidran Pacquiao

Emmanuel Dapidran Pacquiao (Kibawe, Bukidnon, 17 de diciembre de 1978), más conocido como Manny «Pac-Man» Pacquiao, es un boxeador, actor, cantante y político filipino. Es el único boxeador en ser campeón de hasta 8 categorías de peso distintas y el actual presidente nacional del partido político PDP–Laban.
Fue considerado uno de los mejores púgiles libra por libra por la revista The Ring, así como uno de los mejores de la historia. En palabras del afamado promotor de boxeo Bob Arum: "Pacquiao es el mejor boxeador que jamás he visto, incluido Alí”.
Nombrado "Boxeador de la Década" por el WBC, es el único púgil que ha logrado nueve títulos mundiales en ocho categorías diferentes: Peso mosca del Consejo Mundial de Boxeo, peso supergallo de la Federación Internacional de Boxeo, peso pluma para The Ring, peso superpluma y ligero del WBC, peso superligero para The Ring y peso wélter (2 veces), súper wélter de la WBO y súper wélter de la AMB. Anunció su retirada de los cuadriláteros el sábado 9 de abril de 2016 tras derrotar a Timothy Bradley.
Pacquiao volvió de su retirada el 5 de noviembre de 2016 para enfrentarse al campeón mundial de peso wélter, Jessie Vargas, a quien derrotó.

## Inicios de su carrera

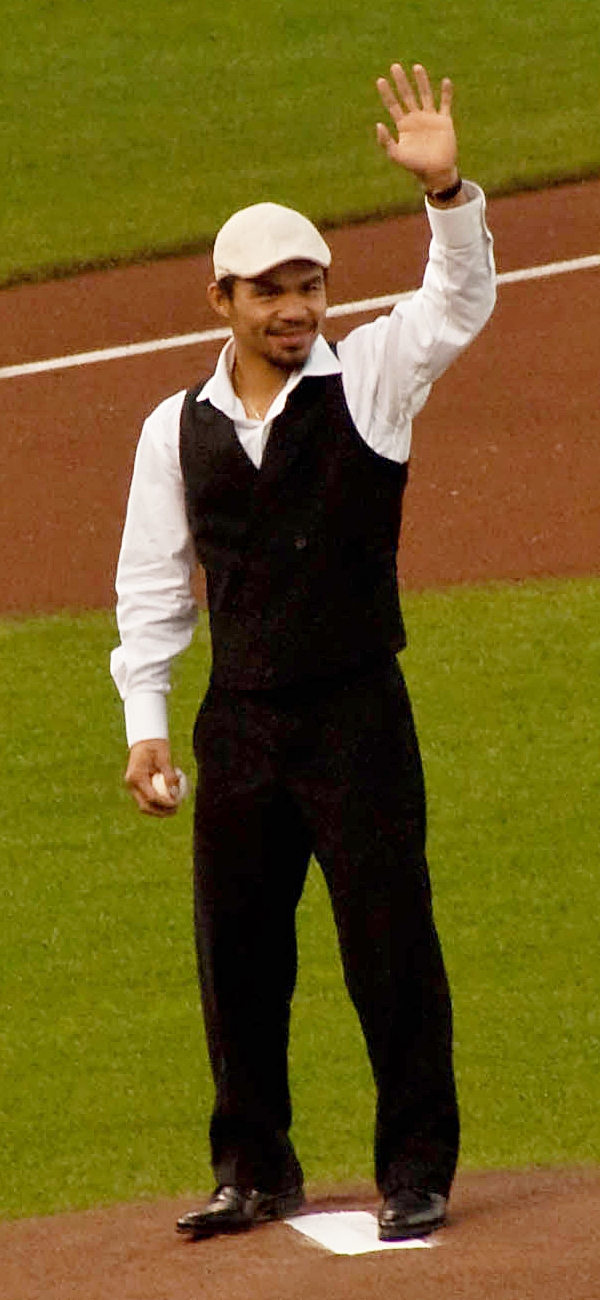
Pacquiao en abril de 2009.

Pacquiao comenzó su carrera profesional a la edad de 16 años y con 106 libras (peso minimosca). Sus primeras peleas tuvieron lugar en locales pequeños; logró atraer la atención de «Vintage Sports' Blow by Blow», una empresa de boxeo. Su debut profesional fue en un combate a 4 asaltos contra Edmund «Enting» Ignacio el 22 de enero de 1995, el cual Pacquiao ganó por decisión. La muerte de su mejor amigo Mark Peñaflorida en 1994 estimuló al joven Pacquiao a surgir como profesional del boxeo.
Su peso aumentó de 106 a 113 libras antes de perder su décimo segundo combate contra Rústico Torrecampo por nocaut (KO) en el tercer asalto. Pacquiao no se había ejercitado antes de la pelea. También lo forzaron a utilizar guantes más pesados que Torrecampo, lo que ponía a Pacquiao en desventaja.
Poco después de la pelea con Torrecampo, Pacquiao llegó a 112 libras, y ganó el título de peso mosca del Consejo Mundial de Boxeo contra Chatchai Sasakul en el octavo asalto para perderlo después, en su segunda defensa, contra Medgoen Singsurat, (conocido como «Medgoen 3K Battery»), vía nocaut en el tercer asalto en un combate llevado a cabo en Nakhon Si Thammarat, Tailandia. Técnicamente, Pacquiao perdió el título debido a que sobrepasó el límite de peso de 112 libras (51 kilogramos).
Después de perder con Singsurat, Pacquiao ganó peso de nuevo. Esta vez, Pacquiao ingresó a la división de peso supergallo de 122 libras (55 kilogramos), en esta división obtuvo el campeonato internacional de la CMB el 18 de diciembre de 1999, entonces en poder de su compatriota Reynante Jamili y logró defender este título en cinco ocasiones. Sin embargo, fue hasta el 23 de junio de 2001 cuando pudo obtener el campeonato mundial en esta categoría contra el campeón de peso supergallo de la IBF Lehlohonolo Ledwaba. Pacquiao llegó a la pelea como último reemplazo y ganó la lucha por nocaut técnico para ser el nuevo campeón mundial de peso supergallo de la IBF, en un combate llevado a cabo en MGM Grand Las Vegas, Nevada, Estados Unidos.
La siguiente pelea fue por la unificación CMB-FIB de esta categoría contra el entonces campeón mundial del CMB, Agapito Sánchez, pero su intento se vio frustrado cuando el combate debió detenerse y declararse empate técnico, luego de que Pacquiao recibiera 2 cabezazos. Después de esta pelea, Pacquiao defendió su cetro IBF y lo retuvo en tres ocasiones más, antes de subir nuevamente de peso.

### Primera pelea con Barrera
Pacquiao logró defender su título supergallo cuatro veces en las manos de un entrenador experto, Freddie Roach, en el Wild Card Gym. Mejoró la velocidad de sus manos, y se preparó mentalmente para la pelea que muchos consideran que definió su carrera: el combate contra Marco Antonio Barrera.
Pacquiao, subió de peso a la división pluma, incrementó también su poder de puños y derrotó a Barrera por vía del nocaut técnico en el undécimo asalto en Alamodome, San Antonio, Texas. Aunque esta pelea no fue reconocida como una lucha por el título por un cuerpo sancionador, Pacquiao fue reconocido como campeón del mundo por The Ring después de su victoria, defendió ese título hasta abandonarlo en 2005.

### Pacquiao contra Márquez 1
Solo después de seis meses de su triunfo sobre Barrera, desafió a otro boxeador mexicano, Juan Manuel Márquez, el entonces campeón de los títulos de peso pluma de la Asociación Mundial de Boxeo (WBA) y de la Federación Internacional de Boxeo (IBF).
El combate se desarrolló en el MGM Grand y finalizó con un empate polémico después de que Pacquiao derribó a Márquez 3 veces en el primer asalto, quedando el primer asalto como «10-7» en favor de Pacquiao en vez del «10-6» habitualmente otorgado por tres caídas en un asalto.

### Primera pelea con Morales
Manny se subió de nuevo otra división de 126 a 130 libras para luchar con otra leyenda mexicana, el tres veces campeón de la división Érik Morales el 19 de marzo de 2005, en el MGM Grand. Sin embargo, en su primera pelea en la división del peso superpluma, Pacquiao perdió la pelea a 12 asaltos por decisión unánime de los jueces.

### Título internacional de peso superpluma de la CMB
El 10 de septiembre de 2005, Manny Pacquiao noqueó a Héctor Velázquez, con lo que conquistó el título internacional del peso superpluma del WBC tras una pelea llevada a cabo en el Staples Center en Los Ángeles, California.

### Segunda pelea con Morales
Pacquiao derrotó a Morales por la vía rápida en el décimo asalto en una pelea que se desarrolló el 21 de enero de 2006 en Las Vegas en el Centro Thomas & Mack Center.

### Óscar Larios
El 2 de julio de 2006, Pacquiao derrotó en dos ocasiones a Óscar Larios, un campeón de peso supergallo quien había subido dos divisiones de peso para hacerle frente. En el tercer asalto Larios conmovió a Pacquiao, lo cual amenazó la verticalidad de este, pero finalmente la pelea se fue a la distancia; Pacquiao derribó dos veces a Larios para retener por puntos el título internacional del peso superpluma de la CMB. El encuentro ocurrió en el Araneta Coliseum en Ciudad Quezón, Filipinas.

### Pelea final con Morales
Pacquiao y Morales pelearon una tercera vez (con la serie empatada a 1) el 18 de noviembre de 2006 con un récord de asistencia de 18 mil 276 personas. Pacquiao derrotó a Morales con un nocaut técnico en el tercer asalto; la pelea se desarrolló en el Thomas & Mack Center en Las Vegas, Nevada.
Después de la pelea Pacquiao-Morales, Bob Arum, promotor principal de Pacquiao, anunció que Manny había firmado de nuevo con Golden Boy Promotions (GBP), con lo que señalaba sus intenciones de permanecer en la cima del mundo. Esto dio lugar a la decisión de GBP para demandar los derechos contractuales del excedente del famoso combatiente.
A finales de 2006, es nombrado por HBO y The Ring como el «peleador del año»; HBO también lo nombró «el peleador más emocionante del año».

### Jorge Solís
Después de una negociación fallida con el equipo de Marco Antonio Barrera, Bob Arum eligió a Jorge Solís como el próximo rival de Pacquiao entre varios combatientes que Arum le ofreció como reemplazo de Barrera. El combate se disputó en San Antonio, Texas, el 14 de abril de 2007. En el sexto asalto, un cabezazo accidental ocasionó a Pacquiao un corte debajo de su ceja izquierda. La lucha terminó en el Octavo episodio cuando Pacquiao noqueó a Solís en dos ocasiones; Solís luchando por mantenerse de pie después del segundo nocaut, lo que incitó a que el árbitro (quién también era doctor) parara la pelea. Con esta victoria, Pacquiao tuvo un récord de 44 victorias, 3 derrotas y 2 empates con 34 nocauts (44-3-2, con 34 KOS).

### Segunda pelea con Barrera

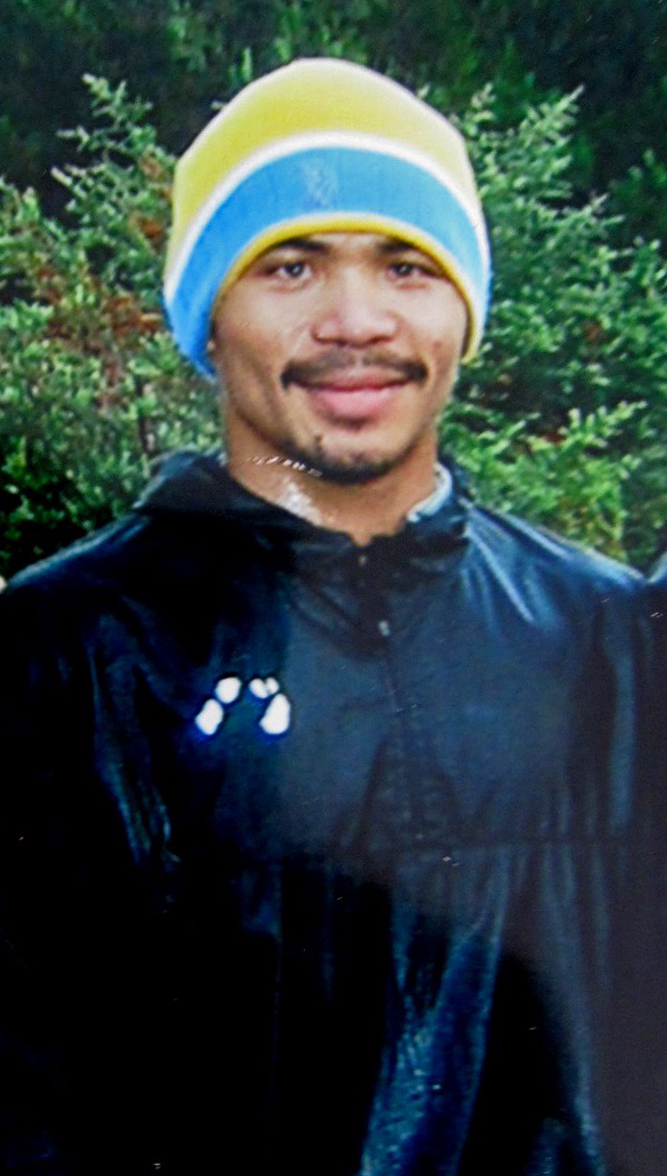
Pacquiao, antes de su combate contra Marco Antonio Barrera.

El 29 de junio de 2007 fue anunciada en el Top Rank Boxing, y Golden Boy Promotions acordó esta pelea, la cual significaba la revancha esperada desde hace mucho tiempo contra Marco Antonio Barrera. Puesto que Bob Arum estaba de vacaciones, el ejecutivo de GBP, Richard Schaefer, se rehusó a discutir con Pacquiao sobre las ganancias económicas de la pelea con Marco Antonio Barrera el 6 de octubre de 2007 en el Mandalay Bay Resort Hotel and Casino en Las Vegas. Era probable que Pacquiao conseguiría una suma de 5 millones de dólares y una parte de los derechos de pay-per-view.
Pacquiao derrotó a Barrera en la revancha por decisión unánime. En el décimo asalto, el réferi separó un amarre de los púgiles, pero Pacquiao lanzó un golpe después de que interviniera el árbitro, lo cual molestó a Barrera. Al final de ese mismo asalto, luego del campanazo, el filipino se lanzó contra Barrera sin lanzar golpes, pero en actitud provocadora. Para el undécimo asalto, el árbitro volvió a intervenir para separarlos, pero Barrera esta vez tiró un golpe luego del amarre; luego el réferi los separó, y cuando Pacquiao llegó a la esquina neutral comenzó a bailotear como si estuviera mareado, por lo que el réferi descontó un punto a Barrera. Cuando el réferi volvió a convocarlos para pelear, Pacquiao no pareció estar mareado, con lo que la gente especularía si en realidad el filipino solo estaba presionando al réferi para descontarle el punto a Barrera. Dos jueces decidieron que el resultado del combate era «118-109», mientras que el tercero llegó a un total de «115-112».

### Otros eventos
En The Ring, Pacquiao (45-3-2) permaneció como líder de la división de peso ligero júnior (130 libras) por 108 semanas. Estuvo también en el número dos en la categoría libra-por-libra detrás del entonces campeón de peso wélter, Floyd Mayweather Jr.
El 20 de noviembre de 2007, José Núñez, manejador del campeón de peso superpluma de la Organización Mundial de Boxeo (WBO), Joan Guzmán, acusó al promotor Bob Arum, en ese entonces mánager de Pacquiao, de evadir una pelea entre los dos boxeadores para proteger a Pacquiao. Guzmán fue más lejos y dijo esto directamente a Pacquiao en la rueda de prensa al término de la revancha de Pacquiao-Barrera en presencia de una muchedumbre en el Mandalay Bay, en el sitio de prensa de medios de comunicación en Las Vegas.
El miembro 240 de la Cámara de Representantes de las Filipinas, el 7 de agosto de 2008, publicó una resolución, patrocinada por el representante de Cotabato del Sur Darlene Antonino-Custodio, que reconoció a Pacquiao como el «Campeón del Pueblo» por sus logros y en apreciación del honor e inspiración que le ha regalado al pueblo filipino, recibió una placa de parte del orador comunitario Próspero Nograles.
En julio de 2008, fue anunciado que Pacquiao sería el portador de la bandera de las Filipinas en los Juegos Olímpicos de Pekín 2008 durante la ceremonia de apertura del 8 de agosto de 2008 en el Estadio Nacional de Pekín. Él es el primer no-participante olímpico filipino en integrar el equipo de Filipinas. En donde el nadador Miguel Molina, mejor atleta masculino de los Juegos del Sureste Asiático 2005, celebrado en honor a Pacquiao, además a petición de la presidenta Gloria Macapagal Arroyo portó la bandera en los Juegos Olímpicos de 2008.

### Pacquiao vs. Márquez 2
El 15 de marzo de 2008, el reencuentro contra Juan Manuel Márquez se llamó «el negocio inacabado», Pacquiao ganó por decisión dividida; Pacquiao derribó a Márquez en el tercer asalto.
Durante la entrevista posterior a la pelea, Márquez lo retó inmediatamente a otra pelea. Richard Schaefer, CEO de GBP, ofreció 6 millones de dólares en garantía a Pacquiao para otra revancha. El promotor de Pacquiao, Bob Arum, dijo que probablemente se realizaría la mencionada pelea. Pacquiao, por su parte, dijo «No lo creo y este negocio está acabado» debido a que él planeaba cambiarse a peso ligero (135 libras) para pelear con David Díaz, el campeón de peso ligero de la CMB en aquel momento.

### Campeonato de peso ligero de la CMB
El 28 de junio de 2008, en el Mandalay Bay en Las Vegas, Pacquiao derrotó a David Díaz vía nocaut en el noveno asalto por el campeonato de peso ligero del Consejo Mundial de Boxeo. Con la victoria, Pacquiao se convirtió en el único boxeador filipino y asiático en ganar cuatro títulos importantes en cuatro niveles de peso y también se convirtió en el primer peleador filipino en ganar un título mundial de peso ligero.
La lucha duró 2:23 horas y acabó en el noveno asalto y tuvo unos 8362 espectadores. Bob Arum avisó que Pacquiao probablemente lucharía el 15 de noviembre contra el venezolano de 130 libras, el campeón Edwin Valero o contra Humberto Soto en el Planet Hollywood, y él también mencionó el nombre del campeón de peso ligero de la WBA, WBO, y IBF, Nate Campbell. «Puedo luchar en noviembre», Pacquiao indicó, «con quién luche, lo decidirá mi promotor [Bob Arum].» Díaz obtuvo su mejor paga, 850 000 dólares, y Pacquiao por lo menos ganó unos tres millones de dólares.
Bob Arum avisó que la pelea Pacquiao-David Díaz recaudó 12.5 millones de dólares (250 000 en pay-per-view con unos 49.95 $ por cada PPV), en comparación a los 400 000 dólares por la pelea con Márquez. Las ventas sobrepasaron los $20 millones. Las tres peleas clásicas de Pacquiao con Érik Morales recaudaron ventas de aproximadamente un millón de dólares por cada PPV. Después de que HBO y Top Rank recaudaran su parte, Pacquiao y Díaz conseguirían la suya con base en el contrato, además de los $3 millones de pagos contractuales.
El presidente del Consejo Mundial de Boxeo, José Sulaimán, clarificó que Pacquiao no es un campeón mundial de cinco divisiones, sino de cuatro, porque la pelea de Barrera en noviembre de 2003 no fue un combate por el título.
Logrado el peso superpluma de la CMB y los títulos de peso ligero, Pacquiao decidió dejar de retener su título superpluma en julio de 2008 para defender su campeonato de peso ligero.

### Pacquiao vs. De la Hoya
El 6 de diciembre de 2008, Pacquiao se enfrentó con Óscar de la Hoya en MGM Grand Hotel en Las Vegas, Nevada, en una pelea llamada Dream Match (La pelea de ensueño). Pacquiao dominó el combate desde el primero hasta el octavo asalto. La esquina de Óscar de la Hoya lanzó la toalla antes del comienzo del noveno asalto. Pacquiao ganó vía knockout técnico.
Pacquiao recibió entre 15 y 30 millones de dólares (parte del PPV), además de una cantidad garantizada.
Los boletos se acabaron justamente cuando abrieron las ventas. Los ingresos totales de entrada alcanzaron casi los $17 millones. Esa cantidad al parecer fue un récord como el segundo combate que más daba ingresos de entrada en la historia del boxeo.

### Pacquiao vs. Hatton
El 2 de mayo de 2009, fue la fecha para que Pacquiao se midiera con Ricky Hatton para los máximos títulos de peso superligero de la IBO y la The Ring.[34] El estadio de Wembley en el Reino Unido había sido rechazado como el lugar para este combate del campeonato; este sería sostenido en Estados Unidos en el hotel y casino de la MGM en Las Vegas, Nevada.
La pelea fue puesta en peligro debido a los conflictos de ambos equipos sobre el dinero recaudado del combate. Pacquiao quiso un 60-40 porcentual mientras que Hatton insistió en ganancias igualitarias de 50-50. Al final Pacquiao ofreció un contrato de 52-48. Arum creyó que la vuelta de Hatton al boxeo traería enormes ingresos en razón de «pago por evento».
Por otro lado, el astuto entrenador de Pacquiao, el reconocido Freddie Roach, sostuvo que una parte de 60/40 era más que justa porque Pacquiao acababa de derrotar a De La Hoya, mientras que Hatton recibió un nocaut por Floyd Mayweather, Jr.. Sin embargo, Hatton y su equipo creían que se merecía más pues él era el campeón reinante de peso superligero, una división en la cual él permanecía invicto, y con popularidad alta en el Reino Unido.
Entre tanto, Roach enfatizó que si la recaudación de la lucha con Hatton no se materializaba en una repartición porcentual de 55-45 en favor de Pacquiao, él buscaría a otro boxeador con aptitudes boxísticas similares a Mayweather, como el famoso especialista en nocauts, el venezolano Edwin Valero u otro rival de la talla de Pacquiao, como Juan Manuel Márquez. Mientras tanto, el abogado de Hatton amenazó en demandar a Pacquiao si este no aceptaba un contrato por partes iguales de 50-50 de ganancias para la pelea esperada. Puesto que Pacquiao no había firmado el contrato de la pelea y no había aceptado el 52-48 que Bob Arum había negociado con el equipo de Hatton, la mega pelea fue oficialmente abortada.
Arum y Roach afirmaron que no podían entrar en contacto con Pacquiao durante los últimos días de las negociaciones. Roach acotó que «una garantía por $12 millones es hoy increíble» y esperaba que Pacquiao «volviera a sus cabales». Arum incluso especuló que el mejor luchador libra-por-libra del mundo pudiera dejar de pelear en lo que resta del año.
La ya abortada «megapelea» entre Manny Pacquiao y Ricky Hatton ha resucitado, luego de que Pacquiao confirmó que él había cambiado de decisión y había firmado el contrato de la pelea. Bob Arum, promotor de Pacquiao, estaba encantado con la decisión de Pacquiao, que incluso avisó que esta pelea sería un récord en ventas y proclamó que Pacquiao recibiría unos 20 millones de dólares, hecho sin precedentes en el peso superligero.
Esta gran pelea tenía una gran probabilidad de romper récords de PPV debido a los numerosos fanáticos del boxeo del Reino Unido que estarían atentos de su paisano Ricky Hatton, y por supuesto, el carisma y la energía de Manny Pacquiao, el líder mundial libra por libra. La pelea la ganó Pacquiao por nocaut en el segundo asalto con un golpe en el mentón a Hatton que lo dejó noqueado. La pelea fue dominada por el filipino desde el comienzo. «Pac-Man» conectó 78 golpes de los 124 lanzados, los que dejó fuera de combate al de Mánchester a los 2 minutos, 58 segundos, del segundo asalto.

### Pacquiao vs. Cotto
Pacquiao controló a Cotto e incluso le infligió un par de knockdowns, para que luego en el 12.º asalto, la pelea fuera detenida por el réferi al ver que Miguel Cotto no daba signos de tener fuerzas para seguir combatiendo, lo que terminó la pelea por un knockout técnico.

### Pacquiao vs. Clottey
Llegó el día del llamado «The Event» con Manny Pacquiao y Joshua Clottey, de Ghana, como protagonistas. Pacquiao atacó desde el principio a un Clottey mayormente defensivo, pues solo atacó unas cuantas veces; Clottey comenzó a hacer más frecuente su ataque después del sexto asalto en el cual un Pacquiao recibió golpes que le dejaron, después de la pelea, un ojo inflamado y morado. El filipino ganó la pelea por decisión unánime.

### Pacquiao vs. Mosley
En una pelea que había generado una gran expectativa, Pacquiao enfrentó a Shane Mosley en el MGM Grand Hotel de Las Vegas, el 7 de mayo de 2011. Contrario a lo esperado, el combate se desarrolló con una baja intensidad, y el mismo José Sulaimán, presidente del CMB la calificó como una “vergüenza”. Pacquiao logró enviar a la lona a Mosley en el tercer asalto, quien reconoció que era la segunda vez en su carrera que le tumbaban. Por otra parte, el filipino expresó que esperaba que el estadounidense “se metiera a pelear mano a mano”, al menos en cinco asaltos, pero su oponente, por el contrario, “no quería”, al haber sentido su “poder”. Tras los doce asaltos, la decisión de los jueces fue unánime a favor de Pacquiao.

### Pacquiao vs. Márquez 3
La pelea terminó en favor de Pacquiao por decisión mayoritaria, pero el resultado del tercer encuentro entre ambos boxeadores acabó nuevamente en controversia. Para la redacción de ESPN, Márquez fue el ganador, quien tras cuatro asaltos parejos, “comenzó a manifestar su superioridad con una excelente combinación de uppercut de izquierda y recta de derecha que encontró su camino hacia el rostro de Pacquiao con gran asiduidad”; HBO estableció una disparidad en las tarjetas de los medios de comunicación, ya que algunos asaltos fueron difíciles para decidir el ganador, aunque el hecho de llamar el resultado final un “robo” era quizá “exagerado”;, aunque la mayoría de asaltos habían sido “muy parejos”. El combate se desarrolló el 12 de noviembre de 2011 en el MGM Grand Las Vegas, entre más de 16 mil espectadores.

### Pacquiao vs. Bradley
El 9 de junio de 2012 Pacquiao enfrentó al estadounidense Timothy Bradley en el MGM Grand de Las Vegas, pelea en la que el filipino perdería el título de peso wélter de la OMB y el invicto de dieciséis peleas que había mantenido por siete años. Los jueces fallaron a favor de Bradley por decisión dividida, pero el resultado no dejó de sorprender, ya que las estadísticas mostraban que Pacquiao había tenido golpes más efectivos a lo largo del combate (253 contra 149 del retador). Pacquiao había mantenido el dominio hasta la mitad de los asaltos. Por su parte, el estadounidense, que posee un récord invicto de veintiocho peleas, logró imponerse en los asaltos siete, ocho y nueve, mientras que los últimos tres asaltos parecieron más parejos.
Ante la controversia por el fallo, la OMB sometió a revisión la pelea y cinco jueces convocados por la organización concluyeron que la victoria era de Pacquiao. A pesar del dictamen, el resultado del combate no cambió.

### Pacquiao vs. Márquez 4
Aunque la cuarta pelea entre Juan Manuel Márquez Méndez (boxeador) y Manny “Pacman” Pacquiao se celebró sin un título formal de por medio, el sábado 8 de diciembre de 2012 en Las Vegas, Nevada, la intensidad del encuentro fue desbordante. En los primeros dos asaltos Pacquiao dominaba el combate, pero fue Márquez quien mandó a la lona al filipino con un golpe de derecha en el tercer asalto. Era la primera ocasión que Pacquiao caía en los últimos 39 asaltos que había disputado, siendo la última ocasión esa discutida cuenta ante Shane Mosley, que muchos vieron como un simple empujón combinado con un resbalón de Pacquiao, sin golpe de por medio. Pero el quinto episodio se tornó desfavorable para el mexicano, quien tocó la lona y sufrió, además, un corte en el tabique nasal, que le provocó un profuso sangrado.
Márquez parecía ceder ante el filipino, a quien las tarjetas de los jueces favorecían después del quinto asalto. Finalmente, posterior al aviso de 10 segundos para terminar el sexto episodio, Juan Manuel conectó una derecha en el rostro de Pacquiao, quien se había lanzado buscando conectar, lo cual provocó que la potencia del golpe recibido fuera aún mayor. Manny Pacquiao cayó de frente e inconsciente a la lona, con lo cual el árbitro Kenny Bayless decretó el final del combate, al no ver movimiento en el púgil “tagalo”.
Para descartar cualquier lesión cerebral, Manny Pacquiao fue sometido a exámenes médicos, y tras obtener resultados satisfactorios, expresó que felicitaba a Márquez y esperaba retornar al cuadrilátero después de tomar un descanso. Sin embargo, la Comisión Atlética de Nevada decidió suspenderle la licencia para boxear por cuatro meses, con el fin de descartar cualquier amenaza sobre su estado físico a raíz del fuerte golpe recibido. Aparte que debió someterse a nuevas revisiones médicas.

### Pacquiao vs. Brandon Ríos
El 6 de mayo del 2013, Pacquiao anunció su retorno al cuadrilátero. Para esta ocasión su rival en turno fue Brandon Ríos, excampeón del peso ligero de la AMB y cuya última pelea la perdió ante Mike Alvarado en el peso superligero. El evento tuvo lugar en Macao el 24 de noviembre.
Las tarjetas de los jueces evidenciaron la superioridad de Manny, quien se alzó con el triunfo por decisión unánime y con la cuenta final de 120-108, 119-109 y 118-110 a su favor. El filipino pareció haber dejado atrás sus dos derrotas anteriores que lo tuvieron al borde del retiro; y con rápidas combinaciones, rectos de izquierda, y movilidad en el cuadrilátero, menoscabó a Ríos quien, pese a todo, resistió los doce asaltos del combate. Satisfecho con el resultado, y de haber brindado la victoria a las víctimas del tifón Haiyan, ganó el título internacional de la OMB y con expectativas de otra pelea estelar en el futuro.

### Pacquiao vs. Mayweather
Después de años de tensiones, Pacquiao finalmente se enfrentó en el ring a Floyd Mayweather Jr. Fue el 2 de mayo de 2015 en la MGM Grand Arena de Las Vegas. El combate requirió de acuerdos entre los promotores de Mayweather y Top Rank de Pacquiao, así como con los canales de televisión Showtime y HBO. Pacquiao perdió por decisión unánime y entregó el título de peso wélter de la Organización Mundial de Boxeo. No obstante, se aseguró una ganancia de 150 millones de dólares por la pelea incluyendo su porcentaje en las regalías, convirtiéndolo en el segundo deportista mejor pagado del mundo aquel año, solo superado por su verdugo Mayweather.

### Pacquiao vs. Yordenis Ugás
763 días después, Pacquiao regresó al ring para tratar de recuperar el campeonato mundial (WBA) del peso wélter que había caído en manos de Yordenis Ugás, sin que éste hubiera llegado a ganarlo sobre el cuadrilátero. La pelea se llevó a cabo el 21 de agosto de 2021 y culminó con derrota para Pac-Man por decisión unánime (115-113, 116-112 y 116-112). El filipino, actual Senador en su país, aún no sabe qué hará de su futuro ya que tras el combate, sembró más incertidumbre al asegurar que en poco tiempo anunciará su decisión. El asiático tendría pensado presentarse como candidato a presidente de Filipinas.

### Retiro
El 28 de septiembre de 2021 anunció su retiro oficial del boxeo, poniendo fin a más de 25 años de carrera profesional, para dedicarse de lleno al ámbito político.

## Baloncesto

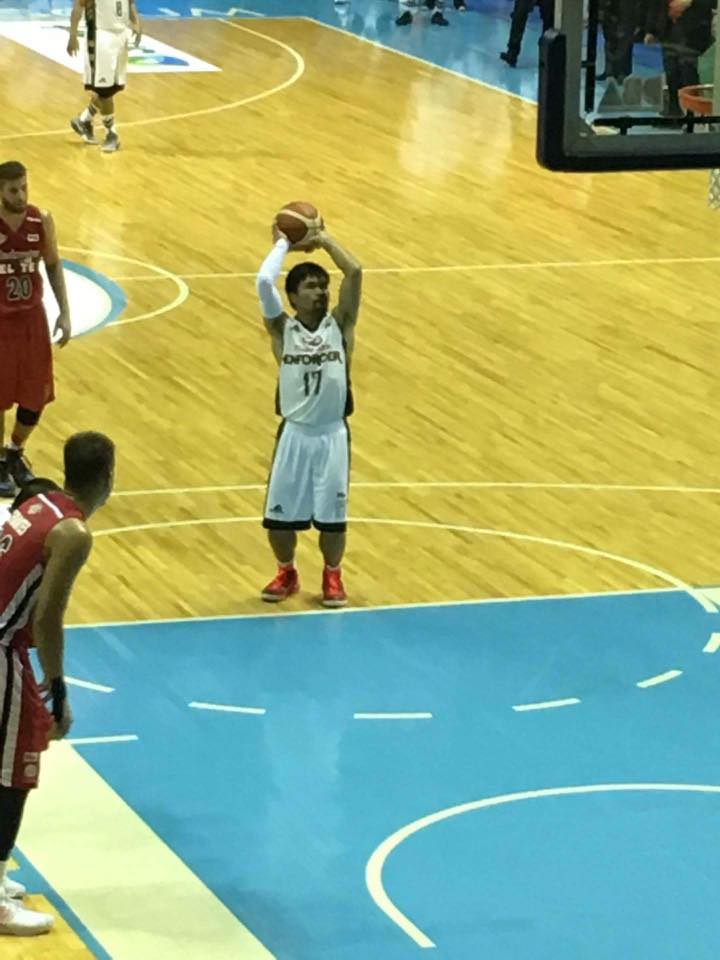
Manny Pacquiao jugando por Mahindra Enforcers

Pacquiao es un entusiasta aficionado del baloncesto. Su equipo favorito son los Boston Celtics, quienes lo nombraron miembro honorario del plantel que obtuvo el título de campeón de la NBA en 2008.
Asimismo el atleta filipino ha estado involucrado en el baloncesto de su país en roles de jugador, entrenador y promotor del deporte. Entre 2008 y 2011 fue propietario del equipo MP-GenSan Warriors, club enrolado en la Liga Pilipinas, un torneo regional de carácter semi-profesional. Con ese conjunto llegó incluso a jugar en algunos partidos del certamen, actuando en la posición de base.
En 2014 fue contratado por el Kia Sorento de la PBA para desempeñarse como entrenador del equipo profesional. Pacquiao, a su vez, propuso también participar como jugador, por lo que se presentó al draft de la liga y se autoeligió en el puesto 11 usando la selección de primera ronda que le correspondía al Kia Sorento. Antes de comenzar la temporada, entrenó en las instalaciones de los Golden State Warriors en los Estados Unidos.
Pacquiao estuvo vinculado durante tres años al Kia Sorento (más tarde rebautizado como Mahindra Floodbuster). En ese lapso asumió en varias ocasiones el rol de entrenador durante partidos oficiales, y llegó a pisar la cancha como jugador en, al menos, diez ocasiones distintas.
En agosto de 2017 lanzó la Maharlika Pilipinas Basketball League, un torneo reservado para jugadores semi-profesionales de origen filipino. Al año siguiente se rumoreó que el boxeador retornaría a la PBA como parte de los Blackwater Elite, pero ello finalmente no sucedió.
Pacquiao también jugó en la temporada 2018-19 de la Copa UNTV, un torneo amateur en el que participan empleados de distintas agencias y organismos estatales acompañados por celebridades filipinas y cuya recaudación es donada a obras de caridad. Su equipo, los Senate Defenders, alcanzó la final del torneo pero no pudo conquistar el título.

## Política
Pacquiao se postuló para representar al primer distrito de Cotabato del Sur en el congreso; fue derrotado por Darlene Antonino-Custodio. Custodio acumuló 139 061 votos, mientras que Pacquiao tuvo 75 908 votos.
Pacquiao ha dicho que se incorporará a la política después de que termine su carrera de boxeo. Visitó de forma desapercibida la Comisión Filipina de Elecciones, escoltado por Arnold «Ali» Atienzam, (hijo del entonces alcalde de Manila, Lito Atienza), para transferir su residencia electiva de la ciudad General Santos a Manila. Esto creó varias especulaciones de que quisiera postularse a algún cargo de la capital de la nación, ya que esta le había dado el título de «hijo adoptivo» después de que ganara sus primeros combates.
Fue conocido como partidario de la presidenta Gloria Macapagal Arroyo; su nombre también estuvo flotando como posible candidato del partido Lakas Kampi CMD para la alcaldía de la ciudad de General Santos contra el alcalde Pedro Acharón. En vez de ello, fue recientemente juramentado como miembro del Partido Liberal debajo del ala de Atienza, para ir aprovisionando su ambición política.
El 12 de febrero de 2007, el famoso boxeador anunció que se iba a postular para el congreso bajo representación de Cotabato del Sur. Sin embargo rápidamente cambió de idea asombrando a sus fanáticos y al pueblo en general.
Pacquiao insistió en participar en su próxima pelea de boxeo profesional, él se vería inmerso en un conflicto legal con respecto a su campaña política, especialmente desde la pelea que fue televisada por todo el país. Además de ello, El comisionado de COMELEC Benjamín Abalos mencionó que un enredo legal podría arruinar la candidatura de Pacquiao porque él ya se había registrado meses antes como residente de Manila.
Las personalidades numerosas y los analistas de deportes alrededor de las Filipinas expresaron que Pacquiao debe pensar seriamente y profundamente en su carrera boxística, que se podría destruir por el mundo sucio de la política. El 24 de febrero de 2007, en la ciudad de Cebú, Pacquiao fue abucheado por miles de espectadores al igual como su presencia fue desconocida por los organizadores de la Batalla de Cebú, un festival boxístico del CMB. La vergüenza produjo más adelante declaraciones confusas hechas por el alcalde de Manila Lito Atienza avisando que el famoso boxeador se retiraría. A pesar de las declaraciones, sin embargo, Pacquiao le confirmó al público que continuaría en la política. El sentimiento negativo entre los fanáticos cebuanos de Pacquiao era tan excesivo incluso antes de que «La Batalla de Cebú fuera llevada a cabo porque solo un comentario de un ciudadano cebuano apoyando su candidatura fue publicado por el periódico local Sun Star».
En lo concerniente a la pelea pautada el 14 de abril de Pacquiao con Jorge Solís, la oposición política indicó que no presionarían para un bloqueo en la difusión del combate a pesar de haber violado las reglas en la campaña electoral. Aunque ganó a Solís de forma contundente, la efectividad de Pacquiao disminuyó considerablemente debido a su ambición política. Su última pelea atrajo muy poca audiencia y su desempeño fue considerado por muchos como decepcionante. Algunos candidatos para las elecciones incluso aprovecharon esa mala pelea de Pacquiao-Solís para hacer campaña. afuera de la ciudad de General Santos, el portavoz de la diócesis de Marbel, Fr. Ángel Buenavides consideró que el apoyo de Pacquiao hacia la presidenta Arroyo era una «maldición» porque los ciudadanos en el sector tienen sentimientos fuertes contra Arroyo.
El 17 de mayo de 2007, Pacquiao sufrió una derrota en las elecciones, en las que ganó el actual representante Darlene Antonino-Custodio, con un déficit de aproximadamente 37 mil votos según el MCNEL. Mientras tanto, el presidente del CMB José Sulaimán señaló que Pacquiao «no parece tener el mismo impacto dinámico en la pera de boxeo, como él lo hace en el ring». La derrota se convirtió en una cuestión que presionaba al boxeador porque perdió una suma enorme de dinero cuando sus partidarios alegaron que se destinaron fondos para la campaña desde sus propios bolsillos. El dinero personal de Pacquiao era parte del presupuesto de la campaña. Irónicamente, los aficionados de Pacquiao se regocijaron de su derrota. Algunos declararon su pérdida como «victoria» para el boxeo. El 20 de mayo de 2007, Manny Pacquiao le enfatizó formalmente a la congresista Antonino-Custodio, que quería descansar del boxeo para pasar más tiempo con su familia.
En agosto de 2007, Pacquiao demandó por difamación contra cuatro periodistas del Boletín de Manila 30 millones de pesos debido a un artículo que indicó que es «conocido de ser un jugador empedernido y famoso por apostar cientos de miles en casinos, peleas de gallos, y billares». El caso después fue negado vía «declaración jurada de renuncia», y Pacquiao indicó que seguir con el caso solo le causaría problemas a él y a su familia.
El 1 de septiembre de 2008 Pacquiao fue juramentado por el Secretario Ronaldo Puno como miembro del Kabalikat ng Malayang Pilipino (Kampi). Pacquiao anunció oficialmente que él se retiraría en agosto de 2009, y para postularse nuevamente a las Elecciones Generales de Filipinas 2010.
En 2015, se postuló para el Senado de Filipinas, resultando elegido en los comicios celebrados el 9 de mayo de 2016.
Es diputado federal entre septiembre de 2008 y agosto de 2009, y senador desde 2016.
En septiembre de 2021, Manny Pacquiao anunció su candidatura para las elecciones presidenciales de 2022. Fundó el Movimiento Campeón del Pueblo (MCP), un partido cuyo nombre es una autorreferencia, y que se considera demócrata cristiano, conservador y de derecha. El MCP es presidido por su esposa, Jinkee Pacquiao, que tiene una larga trayectoria de militancia política en el liberalismo.
Pacquiao es un ferviente devoto del evangelismo cristiano. Además, es profundamente conservador en lo social y muy liberal en lo económico. Se opone al matrimonio igualitario, quiere mayor comercio con Estados Unidos y defiende la guerra contra las drogas que llevó a cabo el gobierno de Rodrigo Duterte.

## Pacquiao en el entretenimiento
Una película basada en la vida de Pacquiao fue lanzada el 21 de junio de 2006. La película fue titulada «Pacquiao: La Película», en el cual el actor filipino Jericho Rosales hace el papel de Manny Pacquiao; el filme fue dirigido por Joel Lamangan. La película ganó un total de 4 812 191 pesos filipinos (99 mil 322 dólares) en taquillas, según lo confirmado por Lamangan. Pacquiao también aparece en los videojuegos Fight Night: Round 2, Fight Night: Round 3 y Fight Night: Round 4 y en Fight Night Champions (2011), entre otros. Él es el primer atleta filipino, en aparecer en un sello de videojuegos.

## Apariciones televisivas
Ha promocionado multitud de productos a través de anuncios comerciales en medios de comunicación. Esto incluye detergentes, medicinas, alimentos, ropa, telecomunicaciones e incluso un anuncio político para Chavit Singson durante las elecciones del 14 de mayo de 2007. El 12 de abril de 2007, el COMELEC canceló sus apariciones comerciales de acuerdo con las leyes de elecciones filipinas, para reaparecer tras las elecciones.
Después de realizar cuatro películas entre el año 2000 y 2005, expiró su contrato con ABS-CBN y firmó con GMA Network en septiembre de 2007. En diciembre comenzó a grabar su primer episodio de Pinoy Records. En 2009 actuó para una nueva serie de TV con Carlo J. Caparas' «Totoy Bato» co-estelarizado por Robin Padilla y Regine Velásquez, mientras continuaba realizando otras películas y apariciones en series como Cubed. Según algunas publicaciones filipinas mantuvo conversaciones con Sylvester Stallone para la realización de una película juntos.

## Récord profesional
| Récord Profesional | Récord Profesional | Récord Profesional |
| 72 peleas          | 62 Victorias       | 8 Derrotas         |
| Nocaut             | 39                 | 3                  |
| Decisión           | 23                 | 5                  |
| Empates            | 2                  | 2                  |
| ------------------ | ------------------ | ------------------ |

| '62 Victorias (39 KOs), 8 Derrotas y 2 Empates |        |                          |                     |               |            |                                                                 | |
| Res.                                           | Récord | Oponente                 | Tipo                | Rd., Tiempo   | Datos      | Localidad                                                       | Notas |
| D                                              | 62-8-2 | Yordenis Ugás            | Decisión (unánime)  | 12            | 21-08-2021 | T-Mobile Arena, Las Vegas Nevada                                | Por el título Super de la AMB del peso wélter.                                                               |
| V                                              | 62-7-2 | Keith Thurman            | Decisión (dividida) | 12            | 20-07-2019 | MGM Grand Las Vegas, Las Vegas Nevada                           | Ganó el título Super de la AMB del peso wélter.                                                              |
| V                                              | 61-7-2 | Adrien Broner            | Decisión (unánime)  | 12            | 19-01-2019 | MGM Grand Las Vegas, Las Vegas Nevada                           | Retuvo el título de la AMB del peso wélter.                                                                  |
| V                                              | 60–7–2 | Lucas Matthysse          | TKO                 | 7 (12), 2:43  | 15-07-2018 | Axiata Arena, Kuala Lumpur                                      | Ganó el título Mundial regular de la AMB del peso wélter.                                                    |
| D                                              | 59–7–2 | Jeff Horn                | Decisión (unánime)  | 12            | 02-07-2017 | Suncorp Stadium, Brisbane, Queensland                           | Perdió el Título Mundial de la OMB del peso wélter.                                                          |
| V                                              | 59–6–2 | Jessie Vargas            | Decisión (unánime)  | 12            | 05-11-2016 | Thomas & Mack Center, Paradise, Nevada                          | Ganó los títulos OMB y vacante Lineal en la categoría wélter.                                                |
| V                                              | 58–6–2 | Timothy Bradley          | Decisión (unánime)  | 12            | 09-04-2016 | MGM Grand Garden Arena, Las Vegas, Nevada                       | Ganó los títulos vacante OMB Internacional y Lineal en la categoría wélter.                                  |
| D                                              | 57–6–2 | Floyd Mayweather, Jr.    | Decisión (unánime)  | 12            | 02-05-2015 | MGM Grand Garden Arena, Las Vegas, Nevada                       | Perdió el título OMB en la categoría wélter. Por los títulos AMB (Super), CMB y The Ring.                    |
| V                                              | 57–5–2 | Chris Algieri            | Decisión (unánime)  | 12            | 23-11-2014 | The Venetian Macao, Macao                                       | Retuvo el título OMB en la categoría wélter.                                                                 |
| V                                              | 56–5–2 | Timothy Bradley          | Decisión (unánime)  | 12            | 12-04-2014 | MGM Grand Las Vegas, Las Vegas, Nevada                          | Ganó el título OMB en la categoría wélter.                                                                   |
| V                                              | 55–5–2 | Brandon Ríos             | Decisión (unánime)  | 12            | 24-11-2013 | The Venetian Macao, Macao                                       | Ganó el título vacante OMB Internacional en la categoría wélter.                                             |
| D                                              | 54–5–2 | Juan Manuel Márquez      | KO                  | 6 (12), 2:59  | 08-12-2012 | MGM Grand Las Vegas, Las Vegas, Nevada                          | Combate del año por The Ring. Sin título en juego; Categoría wélter.                                         |
| D                                              | 54–4–2 | Timothy Bradley          | Decisión (dividida) | 12            | 09-06-2012 | MGM Grand Las Vegas, Las Vegas, Nevada                          | Perdió el título OMB en la categoría wélter.                                                                 |
| V                                              | 54–3–2 | Juan Manuel Márquez      | Decisión (mayoría)  | 12            | 12-11-2011 | MGM Grand Las Vegas, Las Vegas, Nevada                          | Retuvo el título OMB en la categoría wélter.                                                                 |
| V                                              | 53–3–2 | Shane Mosley             | Decisión (unánime)  | 12            | 07-05-2011 | MGM Grand Las Vegas, Las Vegas, Nevada                          | Retuvo el título OMB en la categoría wélter.                                                                 |
| V                                              | 52–3–2 | Antonio Margarito        | Decisión (unánime)  | 12            | 13-11-2010 | AT&T Stadium, Arlington, Texas                                  | Ganó el título vacante CMB en la categoría superwélter.                                                      |
| V                                              | 51–3–2 | Joshua Clottey           | Decisión (unánime)  | 12            | 13-03-2010 | AT&T Stadium, Arlington, Texas                                  | Retuvo el título OMB en la categoría wélter.                                                                 |
| V                                              | 50–3–2 | Miguel Cotto             | TKO                 | 12 (12), 0:55 | 14-11-2009 | MGM Grand Las Vegas, Las Vegas, Nevada                          | Ganó el título OMB en la categoría wélter.                                                                   |
| V                                              | 49–3–2 | Ricky Hatton             | KO                  | 2 (12), 2:59  | 02-05-2009 | MGM Grand Las Vegas, Las Vegas, Nevada                          | Ganó el título 'The Ring en la categoría superligero.                                                        |
| V                                              | 48–3–2 | Oscar De La Hoya         | RTD                 | 8 (12), 3:00  | 06-12-2008 | MGM Grand Garden Arena, Las Vegas, Nevada                       | Sin título en juego; Categoría wélter.                                                                       |
| V                                              | 47–3–2 | David Díaz               | TKO                 | 9 (12), 2:24  | 28-06-2008 | Mandalay Bay Resort and Casino, Las Vegas, Nevada               | Ganó el título CMB en la categoría ligero.                                                                   |
| V                                              | 46–3–2 | Juan Manuel Márquez      | Decisión (dividida) | 12            | 15-03-2008 | Mandalay Bay Resort and Casino, Las Vegas, Nevada               | Ganó los títulos CMB y el vacante The Ring en la categoría superpluma.                                       |
| V                                              | 45–3–2 | Marco Antonio Barrera    | Decisión (unánime)  | 12            | 06-10-2007 | Mandalay Bay Resort and Casino, Las Vegas, Nevada               | Retuvo el título CMB Internacional en la categoría superpluma.                                               |
| V                                              | 44–3–2 | Jorge Solís              | KO                  | 8 (12), 1:16  | 14-04-2007 | Alamodome, San Antonio, Texas                                   | Retuvo el título CMB Internacional en la categoría superpluma.                                               |
| V                                              | 43–3–2 | Érik Morales             | KO                  | 3 (12), 2:57  | 18-11-2006 | Thomas & Mack Center, Las Vegas, Nevada                         | Retuvo el título CMB Internacional en la categoría superpluma.                                               |
| V                                              | 42–3–2 | Oscar Larios             | Decisión (unánime)  | 12            | 02-07-2006 | Araneta Coliseum, Quezon City, Gran Manila                      | Retuvo el título CMB Internacional en la categoría superpluma.                                               |
| V                                              | 41–3–2 | Érik Morales             | TKO                 | 10 (12), 2:33 | 21-01-2006 | Thomas & Mack Center, Las Vegas, Nevada                         | Retuvo el título CMB Internacional en la categoría superpluma.                                               |
| V                                              | 40–3–2 | Héctor Velázquez         | TKO                 | 6 (12), 2:59  | 10-09-2005 | Staples Center, Los Ángeles, California                         | Ganó el título vacante CMB Internacional en la categoría superpluma.                                         |
| D                                              | 39–3–2 | Érik Morales             | Decisión (unánime)  | 12            | 19-03-2005 | MGM Grand Las Vegas, Las Vegas, Nevada                          | Por los títulos vacantes AIBA y CMB Internacional en la categoría superpluma                                 |
| V                                              | 39–2–2 | Fahsan Por Thawatchai    | TKO                 | 4 (12), 1:26  | 11-12-2004 | Fort Bonifacio, Taguig, Gran Manila                             | Retuvo el título The Ring en la categoría pluma.                                                             |
| E                                              | 38–2–2 | Juan Manuel Márquez      | Decisión (mayoría)  | 12            | 08-05-2004 | MGM Grand Las Vegas, Las Vegas, Nevada                          | Retuvo el título The Ring en la categoría pluma. Por los títulos AMB (Super) y FIB.                          |
| V                                              | 38–2–1 | Marco Antonio Barrera    | TKO                 | 11 (12), 2:56 | 15-11-2003 | Alamodome, San Antonio, Texas                                   | Ganó el título The Ring en la categoría pluma.                                                               |
| V                                              | 37–2–1 | Emmanuel Lucero          | KO                  | 3 (12), 0:48  | 26-07-2003 | Grand Olympic Auditorium, Los Ángeles, California               | Retuvo el título FIB en la categoría supergallo.                                                             |
| V                                              | 36–2–1 | Serikzhan Yeshmagambetov | TKO                 | 5 (10), 1:52  | 15-03-2003 | Parque Rizal, Manila, Gan Manila                                | Sin título en juego; Categoría supergallo.                                                                   |
| V                                              | 35–2–1 | Fahprakorb Rakkiatgym    | KO                  | 1 (12), 2:46  | 26-10-2002 | Rizal Memorial College Gym, Dávao, Mindanao                     | Retuvo el título FIB en la categoría supergallo.                                                             |
| V                                              | 34–2–1 | Jorge Eliecer Julio      | TKO                 | 2 (12), 1:09  | 08-06-2002 | The Memphis Pyramid, Memphis, Tennessee                         | Retuvo el título FIB en la categoría supergallo.                                                             |
| E                                              | 33–2–1 | Agapito Sánchez          | Decisión (dividida) | 6 (12) 1:12   | 10-11-2001 | Bill Graham Civic Auditorium, San Francisco, California         | Detenida por corte en el ojo de Pacquiao Retuvo el título FIB en la categoría supergallo. Por el título OMB. |
| V                                              | 33–2   | Lehlohonolo Ledwaba      | TKO                 | 6 (12), 0:59  | 23-06-2001 | MGM Grand Las Vegas, Las Vegas, Nevada                          | Ganó el título FIB en la categoría supergallo                                                                |
| V                                              | 32–2   | Wethya Sakmuangklang     | KO                  | 6 (12), 2:40  | 28-04-2001 | Kidapawan, Cotabato                                             | Retuvo el título CMB Internacional en la categoría supergallo.                                               |
| V                                              | 31–2   | Tetsutora Senrima        | TKO                 | 5 (12),       | 24-02-2001 | Ynares Center, Antipolo, Rizal                                  | Retuvo el título CMB Internacional en la categoría supergallo.                                               |
| V                                              | 30–2   | Nedal Hussein            | TKO                 | 10 (12), 1:48 | 14-10-2000 | Ynares Center, Antipolo, Rizal                                  | Retuvo el título CMB Internacional en la categoría supergallo.                                               |
| V                                              | 29–2   | Seung-Kon Chae           | TKO                 | 1 (12), 1:42  | 28-06-2000 | Araneta Coliseum, Quezon, Gran Manila                           | Retuvo el título CMB Internacional en la categoría supergallo.                                               |
| V                                              | 28–2   | Arnel Barotillo          | KO                  | 4 (12)        | 04-03-2000 | Ninoy Aquino Stadium, Manila, Gran Manila                       | Retuvo el título CMB Internacional en la categoría supergallo.                                               |
| V                                              | 27–2   | Reynante Jamili          | KO                  | 2 (12)        | 18-12-1999 | Elorde Sports Complex, Parañaque, Gran Manila                   | Ganó el título vacante CMB Internacional en la categoría supergallo.                                         |
| D                                              | 26–2   | Medgoen Singsurat        | KO                  | 3 (12), 1:32  | 17-09-1999 | Pakpanag Metropolitan Stadium, Provincia de Nakhon Si Thammarat | Perdió el título Lineal en la categoría mosca.                                                               |
| V                                              | 26–1   | Gabriel Mira             | TKO                 | 4 (12), 2:45  | 24-04-1999 | Araneta Coliseum, Quezon City, Gran Manila                      | Retuvo los títulos CMB y Lineal en la categoría mosca.                                                       |
| V                                              | 25–1   | Todd Makelim             | TKO                 | 3 (10), 2:52  | 20-02-1999 | Kidapawan, Cotabato                                             | Sin título en juego; Categoría mosca                                                                         |
| V                                              | 24–1   | Chatchai Sasakul         | KO                  | 8 (12)        | 04-12-1998 | Tonsuk College Ground, Distrito Phutthamonthon                  | Ganó los títulos CMB y Lineal en la categoría mosca.                                                         |
| V                                              | 23–1   | Shin Terao               | TKO                 | 1 (10), 2:59  | 18-05-1998 | Korakuen Hall, Tokio                                            | Sin título en juego; Categoría mosca.                                                                        |
| V                                              | 22–1   | Panomdej Ohyuthanakorn   | KO                  | 1 (12), 1:38  | 06-12-1997 | South Cotabato Stadium, Koronadal, Cotabato del Sur             | Retuvo el título FOPB en la categoría mosca.                                                                 |
| V                                              | 21–1   | Melvin Magramo           | Decisión (unánime)  | 10            | 13-09-1997 | Cebu Coliseum Cebú, Cebú                                        | Sin título en juego; Categoría mosca.                                                                        |
| V                                              | 20–1   | Chokchai Chockvivat      | KO                  | 5 (12), 2:46  | 26-06-1997 | Mandaluyong, Gran Manila                                        | Ganó el título FOPB en la categoría mosca.                                                                   |
| V                                              | 19–1   | Ariel Austria            | TKO                 | 6 (10)        | 30-05-1997 | Almendras Gym, Dávao, Gran Dávao                                | |
| V                                              | 18–1   | Wook-Ki Lee              | KO                  | 1 (10), 1:04  | 24-04-1997 | Ritsy's, Makati, Gran Manila                                    | |
| V                                              | 17–1   | Mike Luna                | KO                  | 1 (10), 1:56  | 03-03-1997 | Muntinlupa, Gran Manila                                         | |
| V                                              | 16–1   | Sung-Yul Lee             | TKO                 | 2 (10)        | 28-12-1996 | Muntinlupa, Gran Manila                                         | |
| V                                              | 15–1   | Ippo Gala                | TKO                 | 2 (10)        | 27-07-1996 | Mandaluyong, Gran Manila                                        | |
| V                                              | 14–1   | Bert Batiller            | TKO                 | 4 (10)        | 15-06-1996 | General Santos, Cotabato del Sur                                | |
| V                                              | 13–1   | John Medina              | TKO                 | 4 (10)        | 05-05-1996 | Malabón, Gran Manila                                            | |
| V                                              | 12–1   | Marlon Carillo           | Decisión (unánime)  | 10            | 27-04-1996 | Ramada Hotel, Manila, Gran Manila                               | |
| D                                              | 11–1   | Rústico Torrecampo       | KO                  | 3 (10), 0:29  | 09-02-1996 | Mandaluyong, Gran Manila                                        | Pacquiao fue penalizado por el uso de guantes ilegales.                                                      |
| V                                              | 11–0   | Lito Torrejos            | Decisión (mayoría)  | 5 (10)        | 13-01-1996 | Parañaque, Gran Manila                                          | Detenida por choque de cabezas; Vencedor elegido por puntaje.                                                |
| V                                              | 10–0   | Rolando Toyogona         | Decisión (unánime)  | 10            | 09-12-1995 | Sampaloc, Gran Manila                                           | |
| V                                              | 9–0    | Rudolfo Fernández        | TKO                 | 3 (10)        | 11-11-1995 | Mandaluyong, Gran Manila                                        | |
| V                                              | 8–0    | Renato Mendones          | TKO                 | 2 (8)         | 21-10-1995 | Puerto Princesa, Palawan                                        | |
| V                                              | 7–0    | Lolito Laroa             | Decisión (unánime)  | 8             | 07-10-1995 | Makati, Gran Manila                                             | |
| V                                              | 6–0    | Armando Rocil            | KO                  | 3 (8)         | 16-09-1995 | Mandaluyong, Gran Manila                                        | |
| V                                              | 5–0    | Acasio Simbajon          | Decisión (unánime)  | 6             | 03-08-1995 | Mandaluyong Sports Complex, Mandaluyong, Gran Manila            | |
| V                                              | 4–0    | Dele Decierto            | TKO                 | 2 (6)         | 01-07-1995 | Mandaluyong, Gran Manila                                        | |
| V                                              | 3–0    | Rocky Palma              | Decisión (unánime)  | 6             | 01-05-1995 | Montano Hall, Cavite, Cavite                                    | |
| V                                              | 2–0    | Pinoy Montejo            | Decisión (unánime)  | 4             | 18-03-1995 | Sablayan, Mindoro Occidental                                    | |
| V                                              | 1–0    | Edmund Enting Ignacio    | Decisión (unánime)  | 4             | 22-01-1995 | Sablayan, Mindoro Occidental                                    | Debut profesional en la categoría mosca.                                                                     |

## Títulos mundiales
- Campeón mundial de peso mosca del CMB
- Campeón mundial de peso supergallo de la FIB
- Campeón mundial de peso superpluma del CMB
- Campeón mundial de peso ligero del CMB
- Campeón mundial de peso wélter de la OMB (3)
- Campeón mundial de peso wélter del AMB
- Campeón mundial de peso superwélter del CMB

## TítulosThe Ring
- Campeón mundial de peso pluma para The Ring
- Campeón mundial de peso superpluma para The Ring
- Campeón mundial de peso superligero para The Ring

## TítulosLineal
- Campeón mundial de peso mosca para Lineal
- Campeón mundial de peso pluma para Lineal
- Campeón mundial de peso superpluma para Lineal
- Campeón mundial de peso superligero para Lineal
- Campeón mundial de peso wélter para Lineal[92]

## Títulos secundarios
- Campeón mundial de peso superligero de la Organización Internacional de Boxeo
- Campeón diamante peso wélter del CMB
- Campeón diamante peso wélter del OMB

## Discografía
Manny Pacquiao, aparte de dedicarse al boxeo, la actuación y la política, también se ha dedicado a la música, haciéndose conocer como cantante. La mayoría de sus canciones son interpretadas en tagalo, ya que fueron escritas y compuestas por el cantautor Lito Camo. Los siguientes temas musicales son de los álbumes discográficos de Manny Pacquiao:
- Laban Nating Lahat Ito (2006) – bajo Star Records
  - “Bilog”
  - “Para Sa'Yo Ang Labán Na 'To”
  - “Pagsubok Lamang Yan”
  - “Byaheng Pag-asa”
  - “Ipakita Mo”
  - “Ikaw en Ako”
  - “Hindi Ko Kaya”
  - “Kanta Tayo"
  - “Campeón de Sa Kantahan”
  - “Labán Nating Lahat Ito” (con Francis Magalona)
- Pac-Man Punch (2007) – bajo MCA Records
  - “Pac-Man Punch” - Willie Wilcox feat. Nemesis Yankee y Manny Pacquiao
  - “Pac-Man Punch (RU Ready?)” - Willie Wilcox feat. Nemesis Yankee
  - “Pac-Man Punch (golpe de gracia Remix)” - Willie Wilcox feat. Nemesis Yankee y Manny Pacquiao
  - “Pac-Man Punch (menos uno)”
- 2009 Single GMA Records
  - “Lahing Pinoy”
- 2011 Single.
  - Remake de Dan Hill A veces cuando tocamos

## Reconocimientos
- Peleador del Año 2006 y 2008 por The Ring[93]
- Peleador del Año 2006 por la Boxing Writers Association Of America
- Emeritus Champion del CMB
- The Ring n.º 1 peso por peso
- 5 veces Deportista del Año de la PSA
- Premio Honorario a la Excelencia Deportiva 2008 Asociación Universitaria Atlética de las Filipinas (AUAF)[94]
- Peleador del Año 2008 por BoxingScene.com[95]
- Boxeador del Año 2008 por Sports Illustrated[96]
- Peleador del Año 2008 por SecondsOut.com[97]
- Boxeador del Año 2008 por TheSweetScience.com[98]
- Boxeador del Año 2008 por el CMB[99]
- Peleador del Año 2008 por Yahoo Sports[100]
- Campeón de Campeones de ESPN Star[101]